# 51 (број)
51 (педесет један) је природни број који следи 50, а претходи броју 52.

## У математици
Педесет један је пентагоналан број као и центрирани пентагонални број (један од само неколико бројева који је и једно и друго). Шести је Моцкинов број, који говори о броју начина цртања акорда који се не секу између било којих шест тачака на граници круга, без обзира где се тачке налазе.

## У науци
- Атомски број антимона
- Позивни број Перуа
- Број кругова Велике награде Азербејџана